# ケイエスジャパン
株式会社ケイエスジャパンは、日本のホテルチェーン運営会社である。大阪府大阪市天王寺区に本社を構える。

## 概要
1969年7月3日に設立。もともと、不動産の売買・賃貸・管理を行う会社として創業した。
2013年、兵庫県神戸市に「レジャーホテル」という新しいタイプのホテル2店舗を開業したのを機にホテルの経営・運営管理を開始した。
その後、岡山県、京都府、大阪府にもホテルを出店した。
着実に店舗数を伸ばし、日本全国に4つのブランドのレジャーホテルを15店舗展開している。（2024年4月現在）
かつては北海道函館市内にも出店していたが、2023年11月末をもって運営を終了した。
同社は、会社の事を「レジャーホテルの新たな可能性を追求する“感動”創造企業」だとしており、レジャーホテル業界の「今」をけん引し、「未来」の可能性を作り続けていくとしている。
また、会社に課せられたミッションとして「どこよりも喜ばれるホテル」を創る事だとしている。同社では、ホテルを利用する人に喜んで欲しいという想いから一流ホテルにも引けを取らないホテル運営に関する様々な「当たり前」を積み重ね、新しい感動を探す心を持ったサービスマンの集う場であり続ける事により、このミッションを達成していき、感動を軸に更なる未来に邁進していくとしている。
最近はゴルフトーナメントや大相撲への協賛、発達障がいを持つ子供たちへの支援活動に協力するなど、本業のホテルチェーンの経営のみならず様々な社会活動に参入している。

## コンセプト
同社の運営コンセプトとしては、「シティホテルにはないサービスとコストパフォーマンス」・「当たり前のホテルライフをそのままに」・「女性への心遣いも忘れない」という3つのコンセプトを掲げている。
また、潜在的顧客満足を掘り下げ、潜在的資産価値を引き出すことにより「潜在的価値」をプロデュースし同社の原動力としている。

## 現在運営している店舗

### 東京
- HOTEL ZEN 町田（所在地：東京都町田市）

### 千葉
- HOTEL C. 千葉白井（所在地：千葉県白井市）

### 神奈川
- HOTEL IN THE MOON 横浜（所在地：神奈川県横浜市神奈川区）
- HOTEL C. 横浜（所在地：神奈川県横浜市神奈川区）
- HOTEL ZEN 横浜港北（所在地：神奈川県横浜市都筑区）
- HOTEL C. 港北（所在地：神奈川県横浜市都筑区）
- HOTEL C. 横浜ドゥエ（所在地：神奈川県横浜市旭区）
- HOTEL C. 横浜トレ（所在地：神奈川県横浜市旭区）

### 中部
- HOTEL ZEN 一宮（所在地：愛知県一宮市）

### 関西
- HOTEL ZEN 千日前（所在地：大阪府大阪市中央区）
- HOTEL ZEN 平野（所在地：大阪府大阪市平野区）
- HOTEL ZEN 八尾（所在地：大阪府八尾市）
- HOTEL ZEN 平野RIKYU（所在地：大阪府大阪市平野区）

### 九州
- HOTEL C. 小倉エスト（所在地：福岡県北九州市小倉南区）
- HOTEL C. 小倉ベイ（所在地：福岡県北九州市小倉北区）

## 過去に運営していた店舗
- HOTEL BENOA 神戸（所在地：兵庫県神戸市）※現在は別会社が運営
- HOTEL CHIC 神戸（所在地：兵庫県神戸市）※現在は別会社が運営
- HOTEL REN 京都（所在地：京都府）※現在は廃業
- HOTEL CREA 岡山（所在地：岡山県岡山市）※現在は店舗名を「HOTEL WATER GATE 岡山」に変更し別会社が運営
- HOTEL IN THE GREEN 京都（所在地：京都府京都市）※現在は別会社が運営
- HOTEL L'HOTEL 大阪（所在地：大阪府大阪市天王寺区）※現在は別会社が運営
- HOTEL IN THE GREEN 函館（所在地：北海道函館市）※2023年11月末をもって運営終了
- HOTEL ZEN 函館（所在地：北海道函館市）※2023年11月末をもって運営終了
- HOTEL IN THE MOON 函館（所在地：北海道函館市）※2023年11月末をもって運営終了
- HOTEL ZEN 大阪生玉（所在地：大阪府大阪市天王寺区）※2024年4月15日をもって運営終了